# Линия Иречека

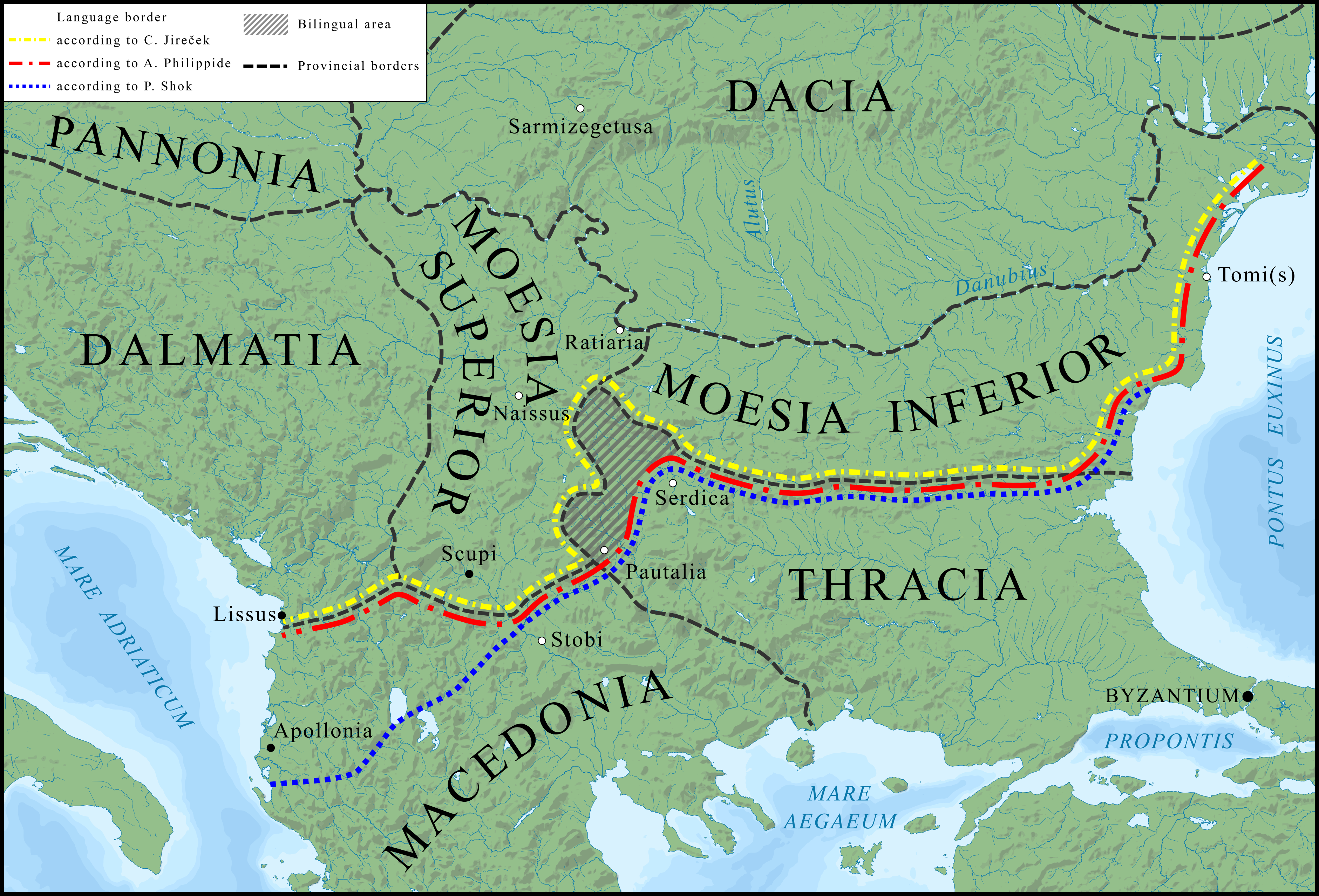
Варианты расположения линии Иречека по мнению лингвистов

Ли́ния И́речека — пересекающий Балканы лингвистический рубеж, севернее которого в эпоху поздней Римской империи господствовала балканская латынь, а южнее — древнегреческий.

## История
Концепция лингвистического рубежа на Балканах была предложена чешским историком Константином Иречеком в труде «История сербов» (1911). Иречек проводил её от города Лачи в Албании к Софии, а оттуда — вдоль Балканских гор к Варне в Малой Скифии. В обоснование своей позиции он приводил археологические данные: севернее этой линии находят надписи преимущественно на латыни, а южнее — на греческом. Вопрос о том, насколько линия Иречека соответствует действительному положению дел, важен также для дискуссии об этногенезе румын.

## Мнения других учёных
Линия Иречека не является жёсткой границей и представляется лишь теоретической концепцией. Уже в древности были исключения и отклонения от этой линии. Так, например, известны древнегреческие колонии к северу от линии Иречека, где по теории их быть не должно.
После представления данной концепции Иречеком многие учёные изменяли границу. Каймио (1979) относит Далмацию и Верхнюю Мезию к латинской области, а Нижнюю Мезию - к греческой. МакЛауд (1982) предполагает, что, возможно, не существовало «официальной языковой политики для всех без исключения аспектов жизни», но что «отдельные римские чиновники [принимали] специальные решения, основанные на здравом смысле». Он также заявляет, что в довизантийский римский период «даже в греческих регионах… латынь была доминирующим языком в надписях, записывающих общественные работы, на вехах и в армии».